# Cadaș
Cartierul Cadaș (sau Silvaș) este situat in partea vestică a orașului Arad. 